# Wangari Maathaiová
Wangari Muta Maathai (1. dubna 1940, Nyeri, Keňa – 25. září 2011, Nairobi) byla keňská environmentální a politická aktivistka a ekofeministka.
Wangari Maathai byla první ženou východní a střední Afriky, která získala doktorát. Své vzdělání v oboru biologie a veterinární medicíny absolvovala v USA, Německu a v Keni. Stala se profesorkou a zároveň vedoucí Ústavu veterinární anatomie jako první žena afrického kontinentu.
Jako členka a posléze předsedkyně Národní rady žen v Keni se zasloužila o uskutečnění myšlenky zlepšení životního prostředí díky výsadbě stromů. Tak vzniklo Hnutí zeleného pásu, které se již zasloužilo o vysazení více než 20 milionů stromků. V roce 1986 se Hnutí vyvinulo v panafrickou sít Zeleného pásu, pomáhající ke zlepšení životního prostředí téměř po celém kontinentu.
Wangari je mezinárodně známá pro rezistentní boj za demokracii, lidská práva a udržitelný rozvoj. Několikrát promlouvala na půdě OSN ve prospěch ženských práv, zasedala v Komisi pro budoucnost i v Komisi pro globální řízení. V roce 2002 byla zvolena do parlamentu své země s jednoznačnou podporou 98 % hlasů. Prezidentem byla posléze jmenována náměstkyní ministra životního prostředí, přírodních zdrojů a ochrany přírody. Za „její přínos k trvale udržitelnému rozvoji, demokracii a míru“ jí byla roku 2004 udělena Nobelova cena za mír. Stala se první Afričankou, která tuto cenu získala.
Přispěla k rozšíření a světovému využívání termínu mottainai.